# Nemertesia perrieri
Nemertesia perrieri är en nässeldjursart som först beskrevs av Chantal Billard 1901.  Nemertesia perrieri ingår i släktet Nemertesia och familjen Plumulariidae. Inga underarter finns listade i Catalogue of Life.